# 黄如 (1969年)
黄如（1969年11月—），女，回族，籍贯福建南安，生于江苏南京，中国微电子器件专家，中国科学院院士。曾任北京大学副校长、信息与工程科学部主任、人工智能研究院院长。2022年至2025年，任职东南大学校长。现任中国共产党第二十届中央委员会候补委员，国家发展和改革委员会党组成员。

## 生平
1991年本科毕业于东南大学电子工程系，1994年获得东南大学硕士学位，1997年获得北京大学博士学位。
1997年获博士学位后留在北京大学任教，先后任北京大学信息科学技术学院讲师、副教授、教授。2014年7月，任北京大学信息科学技术学院院长。2019年1月，任北京大学信息与工程科学部主任。2019年12月，升任北京大学副校长。
2015年当选为中国科学院院士。
2022年1月，回到母校东南大学，任东南大学校长（副部长级）。
2025年1月，不再担任东南大学校长、党委副书记，出任国家发展和改革委员会党组成员（副部长级）。